# Fang Binxing
Fang Binxing (chinois : 方滨兴 ; pinyin : Fāng Bīnxīng) (17 juillet 1960 à Harbin Chine - ) est un informaticien chinois. Directeur de la Beijing University of Posts and Télécommunications (zh), il est aussi connu pour sa participation importante à la création de l'infrastructure de la censure d'Internet en République populaire de Chine.

## Biographie
Fang a fréquenté l'université Harbin Institute of Technology où il a obtenu un doctorat en informatique.
Fang a défendu le Grand Firewall de Chine dans les médias, en disant que c'est une « réaction naturelle à quelque chose de nouveau et d'inconnu » et qu'une telle censure d'internet est « un phénomène normal autour du monde ». Créateur de l'infrastructure de la censure chinoise, qui supprime du Net chinois des sujets tels que le Tibet ou les droits de l'Homme,  il est surnommé « le père du Grand Firewall de Chine ».
Dans une apparition à la télévision chinoise en mars 2010, Fang a accusé Google de pratiquer aussi la censure[réf. nécessaire]. Il indique contourner lui-même cette censure, mais c'est pour tester le dispositif : « je ne suis pas intéressé par la lecture des informations salissantes comme ces trucs anti-gouvernementaux ». Quand il ouvre sa page personnelle sur Weibo, Fang Binxing reçoit de telles insultes de la part des autres contributeurs qu'il se voit contraint de fermer son compte.